# Movimiento de Liberación Nacional (Guatemala)
El Movimiento de Liberación Nacional de Guatemala fue un grupo paramilitar y partido político de derecha fundado en la década de 1950, ucomo ruptura del Movimiento Democrático Nacional, y considerado por algunos como brazo político de la Liberación Anticomunista que derrocó al gobierno de Jacobo Arbenz en 1954. Este partido político dominó la vida política del país durante casi 30 años: de 1954 a 1982. Es conocido como "el partido de la violencia organizada" ya que sus líderes estuvieron ligados a escuadrones de la muerte dedicados a la represión y el exterminio de rivales políticos, líderes estudiantiles e intelectuales del país.

## Orígenes
A comienzos de 1953 se puso en marcha un plan preparado por expertos norteamericanos para expulsar al presidente Jacobo Arbenz Guzmán del Gobierno de Guatemala. Durante la administración del presidente estadounidense Dwight D. Eisenhower, se fijó el cuartel operativo en Opa Locka, Florida. En agosto de 1953, J. C. King, jefe de la CIA para el hemisferio occidental, informó al presidente estadounidense sobre el plan Operación PBSUCCESS (con un presupuesto inicial de 3 millones de dólares), que consistía en desplegar una enorme operación de propaganda anticomunista en la que también se llevaría a cabo una invasión armada de Guatemala. El proyecto contaba con el apoyo activo de los dictadores de la cuenca del Caribe: Anastasio Somoza de Nicaragua, Marcos Pérez Jiménez de Venezuela y Rafael Leónidas Trujillo de la República Dominicana. De esa forma, la CIA fue la que organizó, financió y dirigió una operación, encubierta en la que incluso se autorizaron vuelos de los B-26 y de los P-47 desde Nicaragua.
La decisión de quién de los opositores encabezaría la invasión en el plano político tomó más tiempo que el operativo final, debido a que la oposición anticomunista guatemalteca estaba fuertemente dividida. Finalmente fue escogido al coronel Carlos Castillo Armas, un decidido rival en el ámbito castrense del presidente Arbenz. El proyecto requirió la creación de un organismo partidario para que la acción militar tuviese una dimensión política y así fue como, bajo la supervisión del Departamento de Estado de los Estados Unidos, se creó el Movimiento de Liberación Nacional, que salió a la luz pública el 23 de diciembre de 1953 presentando el Plan de Tegucigalpa como plataforma política.

## Golpe de Estado de 1954
Anexo:Golpe de Estado de Guatemala de 1954
La Revolución de 1944 en Guatemala había quedado interrumpida.

## Gobierno de Carlos Castillo Armas

### Elecciones
Tras emitir el marco legal provisional, conocido como Estatuto Político de la República de Guatemala, el 10 de octubre de 1954, la junta militar convocó un plebiscito, en el que Castillo Armas obtuvo el 99.9% del voto favorable. El resultado casi unánime refleja la ausencia de alternativas, pues en el plebiscito se preguntó a la población si lo aceptaba o no como presidente de la República. El voto fue público y obligatorio, mientras que el escrutinio fue secreto. Y el acto se produjo en un clima de terror que afectó a los partidarios de Arbenz y los sectores de la oposición de izquierda en general. De esta manera Castillo Armas fue elegido presidente de la República para el período que habría de concluir el 15 de marzo de 1960, según lo fijó la Asamblea Nacional Constituyente, que fue elegida al mismo tiempo.
Rota la Constitución de 1945, no fue difícil echar por tierra el pacto de transición de mando acordado entre Arbenz y Díaz.  En El Salvador, Carlos Castillo Armas esperaba poder entrar triunfalmente al país. El problema de la entrada triunfal del Ejército de la Liberación a la ciudad de Guatemala representaba el punto de quiebre entre la nueva Junta de Gobierno y el caudillo liberacionista. O más específicamente: entre Castillo Armas y el coronel Monzón, quien aún con ser ferviente anticomunista y militar experimentado en el campo político, guardaba cierta fidelidad a la institución armada. Peurifoy viajó a San Salvador a reunirse con el líder rebelde, Carlos Castillo Armas. Durante el encuentro, Castillo Armas no tuvo mayor problema para dejar en claro su deseo de entrar a Guatemala investido con amplios poderes personalizados. Castillo Armas recibió una especie de gabinete de gobierno, conformado por abogados, empresarios y militares, quienes firmaron un pacto que puede resumirse de la forma siguiente: se reconocía implícitamente el liderazgo de Castillo Armas al reestructurar la Junta de Gobierno, permitiendo su incorporación, lo mismo que la del mayor Enrique Trinidad Oliva. Por otro lado, se acordó combatir a muerte el comunismo, y el Movimiento de Liberación Nacional  tomó el control de las instituciones públicas y del orden jurídico legal. El 3 de julio de 1954, Castillo Armas salía victorioso, y era recibido en la Ciudad de Guatemala  con los honores que había exigido para sí, al frente del Ejército liberacionista.
Las primeras acciones del gobierno contrarrevolucionario de Carlos Castillo Armas fueron ilegalizar al Partido Guatemalteco del Trabajo, prohibió las asociaciones, los sindicatos y los partidos políticos, suspendió los programas favorables a los indígenas y a la clase obrera, impuso una severa censura, disolvió el Congreso y comenzó una dura persecución en contra de los intelectuales de izquierda (de quienes la mayoría se vieron obligados a refugiarse en la embajada de México para salir al exilio, entre quienes se encontraban el presidente derrocado Jacobo Arbenz Guzmán). Los fondos del Ministerio de Educación fueron congelados y se prohibieron todos los libros considerados «comunistas»; asimismo, se iniciaron las hostilidades hacia la Universidad de San Carlos de Guatemala, la cual se constituyó como la principal fuerza opositora y vía de denuncia contra los abusos del gobierno y contra la invasión estadounidense. Pero aún más importante, derogó la Constitución democrática de 1945 y la Ley de Reforma Agraria, contenida en el Decreto 900, con lo cual se dejaba sin efecto la distribución de la tierra a los campesinos y todas las tierras que ya habían sido repartidas, fueron devueltas a los terratenientes del país y a la United Fruit Company.
Por último, el nuevo gobierno acordó la fusión del Ejército Nacional de Guatemala con el invasor Ejército de Liberación, lo cual provocó la indignación dentro de la institución armada, quien fue acusada por la sociedad civil de ser "traidora" y "cobarde". Como consecuencia, la madrugada del 2 de agosto de 1954, la Compañía de Caballeros Cadetes de la Escuela Militar Guatemalteca, se sublevó en contra del gobierno de Carlos Castillo Armas, con miras a recuperar la dignidad de la institución.

### El alzamiento del 2 de agosto

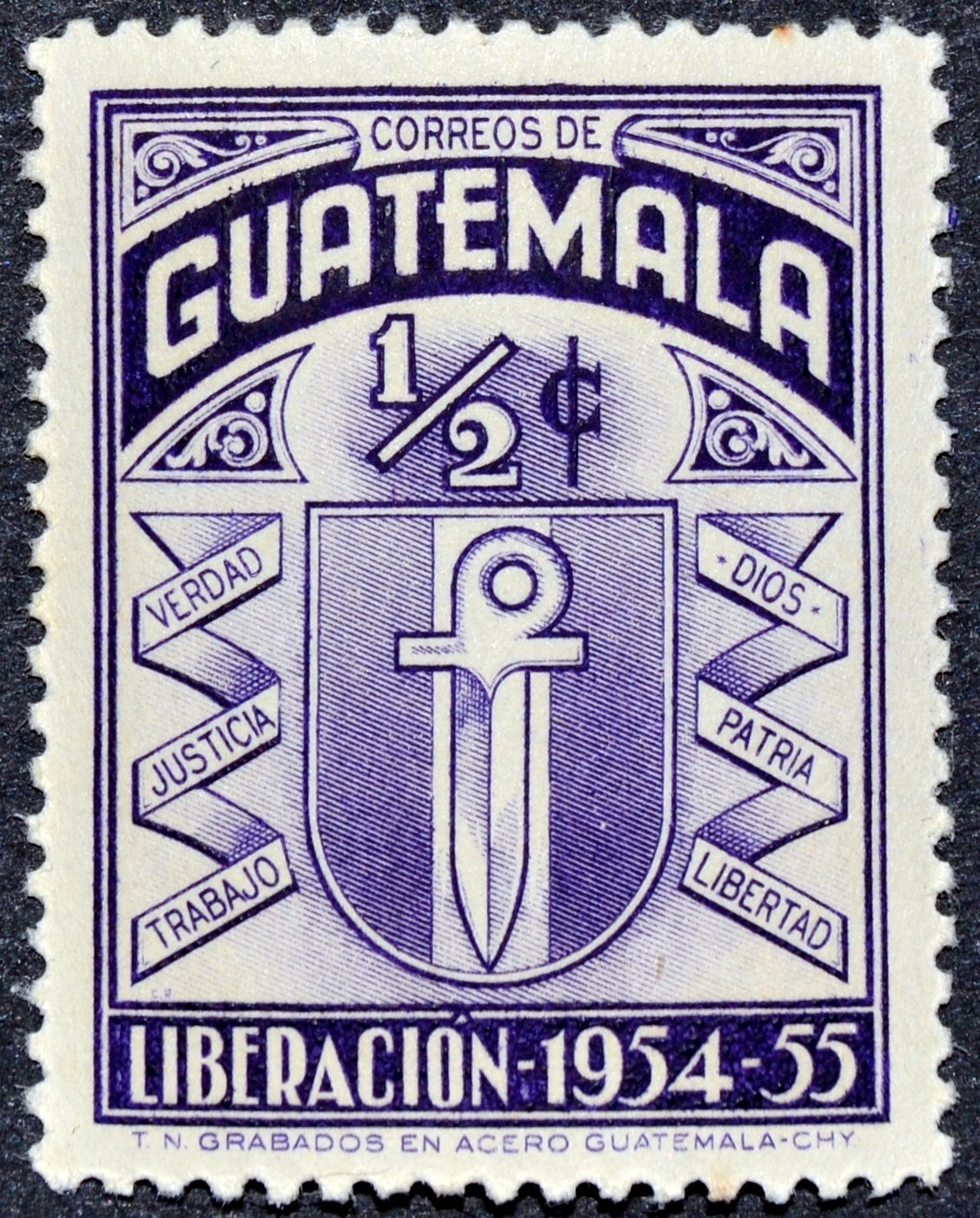
Sello conmemorativo de la invasión de 1954.

El primer problema político sorteado por el coronel Carlos Castillo Armas, durante su gobierno, fue la sublevación de los cadetes de la Escuela Politécnica el 2 de agosto de 1954. Después de haber triunfalmente marchado celebrando el triunfo, las tropas del Movimiento de Liberación por principales calles de la Ciudad de Guatemala, entregaron las armas y fueron a dormir al hospital Roosevelt —estaba en construcción en ese entonces— en donde estaban acantonadas.
Los cadetes alzados en armas tras un desplante hecho por los mercenarios del Movimiento de Liberación Nacional en el que les arrebataron la bandera nacional al momento de recibir a Castillo Armas en el aeropuerto La Aurora, aprovecharon el descanso de los "liberacionistas" y amparados por la oscuridad atacaron a los soldados mercenarios y lograron reducirlos no sin antes tener que vencer la poca pero tenaz resistencia que los pocos que estaban armados opusieron. Acto seguido les hicieron marchar con las manos en alto y haciéndoles abordar un tren, les remitieron de regreso hacia el Oriente del país, rumbo a Zacapa; de esta forma demostraron lo débil del ejército de liberación y pusieron en evidencia la pasividad del Ejército durante la invasión. Por su parte, avisado de la situación, el Coronel Carlos Castillo Armas quien había regresado a su Cuartel General, llegó a la Ciudad de Guatemala por la Cordillera de la Antigua Guatemala y fue capturado en el Palacio Nacional.
Los cadetes quedaron al mando de la situación, pero la habilidad del arzobispo de Guatemala Mariano Rossell y Arellano y de John Peurifoy nuevamente salió a la defensa de los intereses norteamericanos:  en una reunión en la que los cadetes se entrevistaron con el embajador y el arzobispo para hacerles saber que este no era un movimiento comunista, Puerifoy les dejó claro que no iba a tolerar ningún alzamiento, y que si ellos persistían en sus intenciones, ordenaría a la Marina de los Estados Unidos realizar una invasión a Guatemala.  Los cadetes, alarmados por esta amenaza, depusieron las armas y liberaron a Castillo Armas.  Al final, la acción dejó un saldo de numerosos muertos y heridos de ambos bandos en la fecha ya indicada, el cierre temporal de la Escuela Politécnica y el envío de cuantos cadetes se pudo a estudiar al exterior gozando de becas para que pudieran proseguir sus estudios, en áreas distintas a la milicia.  Posteriormente se abrió nuevamente el plantel de estudios militares, bajo la dirección del coronel Carlos Arana Osorio, en 1955.

### Ejecución de las principales reformas de Arbenz
Los puntos del gobierno de Arbenz eran cuatro:
1. La Reforma Agraria (Decreto 900)
2. La construcción de la carretera al Atlántico: planificada para competir con el monopolio ferroviario de la International Railways of Central America (subsidiaria de la UFCO).
3. La construcción del puerto Santo Tomás de Castilla: planificado para competir con el monopolio de Puerto Barrios, también de la UFCO.
4. La planificación de la hidroeléctrica Jurún Marinalá: planificada para competir contra la Empresa Eléctrica de ese entonces, que también era de capital norteamericano.

De estos proyectos, Castillo Armas sólo derogó la reforma agraria inmediatamente después de tomar el poder, pero tuvo que finalizar la carretera al Atlántico, bajo la dirección del Ingeniero Juan Luis Lizarralde, Ministro de Obras Públicas, por la importancia que tenía para la economía del país; la carretera se terminó en 1959, y tras su finalizaciòn ocurrió lo que Árbenz había esperado: el ferrocarril de la UFCO no pudo competir contra el transporte vehicular en camiones. Asimismo, y por la misma razón, continuó con los trabajos de planificación del puerto de Santo Tomás y de la hidroeléctrica Jurún Marinalá, la cual fue terminada e inaugurada en 1970. El puerto se construyó hasta después del terremoto de 1976, pero para entonces ya había quebrado la United Fruit Company y su sucesora, Chiquita Brands International ya no tenía el mismo poder e influencia en el gobierno de los Estados Unidos.
A partir del 19 de julio de 1954, el Estado recuperó las tierras de las fincas nacionales que habían sido repartidas y el 26 del mismo mes anuló la Ley de Decreto 900, substituyéndola por un nuevo Estatuto Agrario; asimismo, se revocó la entrega en propiedad del 78% de los parcelamientos,57 que fueron devueltos a sus antiguos propietarios. En los departamentos más afectados, como Alta Verapaz, Escuintla, Izabal, Baja Verapaz, Chimaltenango, San Marcos y parte de Quiché, se registraron sistemáticos actos de violencia. Durante este período se produjeron numerosos desalojos y casos de persecución de campesinos agraristas. Se calificaba así a los campesinos que en los años anteriores se habían organizado y que habían accedido a la tierra. En la concepción del nuevo régimen el agrarismo era sinónimo de comunismo, y los beneficiarios de la ley eran asumidos como comunistas. Los campesinos también recuerdan que fue a partir de este momento cuando se reactivó el antiguo modelo de colonato feudal, impuesto en tiempos de Justo Rufino Barrios con su reglamento de jornaleros y perfeccionado durante el gobierno de Jorge Ubico con su ley de vagancia y ley de vialidad que garantizaban la disponibilidad de mano de obra casi gratuita para las fincas cafetaleras.

### Justicia
El régimen de Castillo Armas nombró una nueva Corte Suprema de Justicia e inició un período de intensa persecución política en contra de dirigentes, intelectuales y sospechosos comunistas en general. Se anularon los derechos adquiridos durante la revolución de 1944, en especial los concedidos por la Reforma Agraria. El cuerpo de leyes anticomunistas se completó más adelante, cuando el artículo 6 transitorio de la Constitución de 1956, facultó al jefe del Ejecutivo para expatriar o impedir el ingreso al país, por cinco años, a los comunistas que se habían asilado o exiliado de Guatemala por razones políticas.

### Macartismo en Guatemala
Una vez en el poder, hay evidencia de la premura con que el gobierno liberacionista dirigió sus acciones para conseguir documentación inherente a eventuales instrucciones especiales que durante los “dos gobiernos anteriores” se hubieran otorgado para facilitar los viajes de políticos y comunistas. Esto se dio debido a la imperiosa necesidad norteamericana de conseguir pruebas acerca del carácter comunista del régimen derrocado. La posibilidad de obtener evidencia documental con la cual exponer la conspiración comunista en los asuntos de Guatemala, había sido definida como uno de los objetivos primarios por parte de la CIA, que envió a varios de sus oficiales a Ciudad de Guatemala durante 10 días para que coordinasen la creación de una fuerza de seguridad local experta las prácticas usadas por el Macartismo en los Estados Unidos.
Como los principales líderes del gobierno de Arbenz se exilaron, la CIA evaluó la peligrosidad de los exiliados guatemaltecos dispersos en el continente utilizando a los diplomáticos liberacionistas, quienes remitían asiduamente a la cancillería de su país recortes de prensa e informaciones relativas a los exiliados opositores al gobierno de Castillo Armas. Sus funciones en ese sentido se veían facilitadas tanto por los estrechos vínculos con los servicios de inteligencia locales así como también por las sumas de dinero invertidas discretamente en periodistas que habitualmente difundían “noticias” dirigidas a ponderar al nuevo régimen guatemalteco.
Otros sectores también fueron perseguidos; diversas fueron las medidas del nuevo Gobierno en contra de los simpatizantes y colaboradores del Gobierno anterior: 
- Decreto 5: confiscó los bienes y congeló las cuentas y depósitos bancarios, que fueron adjudicados al Estado.
- Decreto 48: acabaron de suprimir las organizaciones políticas, sindicales y culturales acusadas de relación con el comunismo, después de que el PGT fuese ilegalizado el 28 de junio de ese año.
- Decreto 27: se suspendió el escalafón magisterial por medio del Decreto 27 y se facultó a los gobernadores departamentales, de acuerdo con los vecinos leales al Movimiento de Liberación Nacional, para que nombrasen y destituyesen maestros. Los despidos no se hicieron esperar: entre agosto de 1954 y abril de 1955 fueron destituidos 2,236 docentes.
- La depuración se extendió a otras dependencias estatales. A finales de 1954 unos 15 mil trabajadores de la Dirección de Obras Públicas y de la Dirección General de Caminos habían corrido la misma suerte por pertenecer al sindicato.
- Se ha estimado que 533 organizaciones sindicales fueron clausuradas y el número de afiliados, que había llegado a sobrepasar los 100 mil antes de 1954, se redujo a 27 mil personas.

## Después de Castillo Armas
En el plano político, aunque el partido perdió las elecciones presidenciales de 1966, logró gobernar desde 1970 con el general Carlos Manuel Arana Osorio y desde 1974 con el general Kjell Eugenio Laugerud García. Para las elecciones generales de 1978, el expresidente Enrique Peralta Azurdia perdió la presidencia a manos del General Fernando Romeo Lucas García. Para las elecciones de 1982 postuló a su secretario general Mario Sandoval Alarcón quedando en segundo lugar frente a Ángel Aníbal Guevara, sin embargo fueron anuladas por el Golpe de Estado de 1982 encabezado por Efraín Ríos Montt.

## Disolución
Perdió poder después de 1985 quedando en lugares muy bajos en las elecciones posteriores. En sus últimas participaciones buscó alianzas con el Partido Institucional Democrático. Los cambios que se vivieron en el mundo a partir de la caída del muro de Berlín, el partido fue decayendo por la ambición y falta de visión de algunos dirigentes, que hizo que en las elecciones generales de 1999, el partido desapareciera al no obtener ninguna silla curul de las 113 que iban a elección.
Fue miembro de la Liga Mundial por la Libertad y la Democracia.

## Candidatos a la Presidencia de Guatemala
| Año electoral | Candidato                       | 1.ª vuelta     | 1.ª vuelta   | 2.ª vuelta     | 2.ª vuelta |
| Año electoral | Candidato                       | Total de votos | Porcentaje   | Total de votos | Porcentaje |
| ------------- | ------------------------------- | -------------- | ------------ | -------------- | ---------- |
| 1966          | Miguel Ángel Ponciano           | 109.981        | 23,54% (3.º) |                |            |
| 1970          | Carlos Manuel Arana Osorio      | 251.135        | 43,35% (1.º) |                |            |
| 1974          | Kjell Eugenio Laugerud García   | 298.953        | 44,61%(1.º)  |                |            |
| 1978          | Enrique Peralta Azurdia         | 221.223        | 33,93% (2.º) |                |            |
| 1982          | Mario Sandoval Alarcón          | 275.487        | 28,2% (2.º)  |                |            |
| 1985          | Mario Sandoval Alarcón          | 210.966        | 12,56% (4.º) |                |            |
| 1990          | Luis Ernesto Sosa Ávila         | 74.994         | 4,83% (5.º)  |                |            |
| 1995          | Héctor Mario López Fuentes      | 35.675         | 2,30% (8.º)  |                |            |
| 1999          | Carlos Humberto Pérez Rodríguez | 13.080         | 0,60% (9.º)  |                |            |